# Кильдибекова, Мария Семёновна
Мария Семёновна Кильдибекова (урожд. Караджева; 20 июля 1932, Одесса, Одесская область, Украинская ССР, СССР — 4 августа 2017, Казань, Республика Татарстан, Российская Федерация) — советская и российская художница, деятель декоративно-прикладного искусства, гобеленист. Заслуженный деятель искусств Республики Татарстан (2002). Лауреат Государственной премии Республики Татарстан имени Габдуллы Тукая (2011).

## Биография
Мария Семёновна Караджева родилась 20 июля 1932 года в Одессе Украинской ССР. Из семьи украинских болгар.
В 1951 году поступила во Львовское училище прикладного искусства, где училась у К. Й. Звиринского и В. И. Черкасова. Училище окончила в 1956 году по специальности «художественный текстиль», выполнив в качестве дипломной работы гобелен «Украинские узоры». Там же, во Львове, она познакомилась с Рустемом Кильдибековым, студентом второго курса Львовского государственного института прикладного и декоративного искусства, приехавшим из Казани, за которого вскоре вышла замуж и затем у них родилась дочь Диана. В 1960 году, после окончания мужем института, переехала вместе с семьёй в Казань.
Некоторое время преподавала в средней школе Казани. В 1974 году стала инициатором создания и руководителем творческой мастерской гобелена и секции декоративно-прикладного искусства при Татарском художественном фонде, в которую помимо её мужа входили такие художники, как А. Н. Егоров, Г. Н. Маликова, ряд других мастеров. В 1984 году стала членом Союза художников СССР. С 1980 года избиралась членом правления Союза художников Татарской АССР, затем являлась членом отделения Союза художников России в Республике Татарстан.
С 1966 года являлась регулярной участницей выставок декоративно-прикладного искусства на республиканском, зональном и всероссийском уровнях. Первая персональная выставка состоялась в 1982 году. Произведения находятся в собраниях Государственного музея изобразительных искусств и Национального музея Республики Татарстан, Музея национальной культуры Национального культурного центра «Казань», Болгарского историко-архитектурного музея-заповедника, Зеленодольского музея историко-культурного наследия.
Мария Семёновна Кильдибекова скончалась 4 августа 2017 года в Казани после продолжительной болезни. Прощание прошло у храма Арского кладбища, похоронили Кильдибекову на кладбище посёлка Салмачи.

## Очерк творчества
Известна как признанный и ведущий мастер гобелена, бывшая поначалу единственным художником Татарстана, имеющим профессиональное образование в этой области. Стимулирующее воздействие на творчество Кильдибековой в области гобелена оказал её муж, занимавшийся интенсивным поиском оригинальных образных решений в разных видах искусства. Гобелены, созданные Кильдибековой по эскизам своего мужа, тематически и стилистически перекликаются с его живописными произведениями — эти работы посвящены сюжетам жизни, истории, фольклора татарского народа, национальным праздникам, сказкам, обрядам. На протяжении долгих лет искусство гобелена в Татарстане держалось лишь на энтузиазме Кильдибековой, учитывая, что до её приезда в Казань такого вида декоративно-прикладного творчества как такового не существовало в художественной традиции края или же оно исчезло, не оставив после себя сохранившихся образцов.
Работала преимущественно в сложной и трудоёмкой технике ручного безворсового ковроткачества из шерсти, усовершенствовав станки для тканья. Гобелены Кильдибековой отличаются тщательностью исполнения, совершенством и слаженностью композиции, гармонией колорита, в них сочетается живая фантазия и строгий вкус в выявлении декоративных качеств материала. Работая в жанре тематического и орнаментального гобелена, художница смело обращалась к различным сюжетам, свободно сочетая в своих произведениях татарские темы и образы, стилизованный национальный орнамент, народные типажи и костюмы, фигуры людей и элементы пейзажа, советскую эмблематику. Как родоначальница гобелена в Татарстане Кильдибекова стала автором первого для татарского искусства сюжетного гобелена «Музыканты» (1964). Вместе с мужем она проделала большую работу для развития ручного ткачества, возрождения этого ремесла, применения технических приёмов для выражения художественного замысла.
В числе основых произведений Кильдибековой критики отмечают такие гобелены, как «Сабантуй» (1969), «Алтынчеч» (1970), «Летите, голуби» (1971), «Гюльчечек» (1973), «В саду» (1974), «Солнышко» (1975), «Татарстан» (1976, для демонстрационного зала Дома быта в Казани), «1918 год» (1979), «Икар» (1970-е гг, для Дома иностранных специалистов), «Весна» (1980), «Утро» (1982), «Ночные бабочки» (1982—1983), «Г. Тукай» и «Начало» (1986, для Татарского государственного академического театра имени Г. Камала), серия «Мир детства» (1980-е гг., для Казанского театра кукол), «Бегство в Египет» (1990), «Двое» (1995), «Дома» (1997), «Татарское полотенце» (2000), «Паломник» (2000), «У родника» (2002). Наиболее значительное признание получил гобелен «Труппа „Сайяр“» (1986) с изображением первой национальной труппы, а также триптих «По мотивам народных сказок» («Су анасы», «Сак-Сок», «Шурале» — 2007). Работы четы Кильдибековых отличает неповторимая чистота стиля, они всегда узнаваемы и уникальны благодаря высокому художественному мастерству и своим глубинным связям с народными традициями.

## Награды
- Почётное звание «Заслуженный деятель искусств Республики Татарстан» (2002 год)[1].
- Государственная премия Республики Татарстан имени Габдуллы Тукая (2011 год, вместе с мужем) — за совместные произведения монументального и декоративно-прикладного искусства, созданные для интерьеров и экстерьеров общественных зданий в Республике Татарстан, и серию полотен: монументальная живопись «мозаика» и «сграффито» в гостиничных комплексах «Волга», «Татарстан», Татарском государственном академическом театре им. Г.Камала и другие; гобелены «Труппа Сайяр», триптих «По мотивам народных сказок»: «Су анасы», «Сак-Сок», «Шурале»; серию живописных полотен, посвященных истории и культуре татарского народа «Кукморские валенки», «Поэтессы», «Паломники», «Возвращение», «Танцующий дервиш» и другие[26]. Вручена президентом Республики Татарстан Р. Н. Миннихановым на церемонии на площади перед театром имени Г. Камала[27].